# Caylus (juego de mesa)
Caylus es un juego de estrategia, colocación de trabajadores y gestión de recursos de estilo europeo, creado por William Attia y publicado en 2005 por Ẏstari Games en Francia e Inglaterra y por Rio Grande Games en Estados Unidos. El mecanismo general y la complejidad son parecidos al Puerto Rico, y se basa en una mezcla de construcción de edificios, producción y gestión de recursos y planificación y negociación, sin enfrentamiento directo con los otros jugadores, y con muy poco azar. 
Fue nombrado el mejor juego de la feria de juegos de Essen en 2005, fue candidato al As d'Or - Jeu de l'Année de Cannes (2007) y ganó un premio especial del Spiel des Jahres (2006) al mejor juego complejo. En 2025 accedió al salón de la fama de BoardGameGeek como uno de sus veinticinco primeros juegos seleccionados 
El objetivo del jugador es conseguir puntos de prestigio construyendo edificios y ayudando en la construcción del castillo de la villa de Caylus, obteniendo el favor del rey Felipe IV de Francia. Para ello cada jugador, que representa de forma abstracta un maestro de obra medieval, ha de ir asignando sus trabajadores a los diferentes edificios ya existentes de la ciudad o al castillo; de esta manera al acabar el turno recogerá recursos (representados por cubos de colores) y podrá finalmente construir sus propios talleres, edificios residenciales o edificios de prestigio. En el mecanismo básico del juego hay que tener en cuenta, entre otras cosas:
- Cómo obtener cubos de recursos de cinco tipos (alimentos, madera, ropa, piedra y oro) y cuando obtenerlos (se consiguen según el orden de las acciones, un punto importante es escoger bien las acciones para reasignar los recursos obtenidos en acciones siguientes del mismo turno).
- Cómo gestionar los trabajadores propios, de los cuales solamente se tienen seis y hay que ir asignándolos a diferentes tareas (trabajar en determinados edificio para generar cubos de recursos, ayudar en la construcción del castillo, etc.).
- Cómo y cuándo construir edificios propios, ya que es necesario gastar cubos de recursos para construirlos, pero se ganan puntos de prestigio cada vez que alguien los utiliza. Además usar un edificio tiene privilegios que pueden ayudar mucho.
- Cuándo asignar trabajadores a la construcción del castillo, ya que se debe gastar cubos de recursos pero se obtienen puntos de prestigio y favores reales. Hay que tener en cuenta que colaborando en la construcción del castillo se reduce el número de recursos obtenidos en el turno, pero por otro lado hay que tener un mínimo de colaboración en el castillo.
- El movimiento del preboste. Las acciones que se realizan durante el turno las decide la posición de este elemento. El preboste puede ser movido por el jugador que escoja esa acción (movimiento gratis) o por cualquier jugador pagando monedas.